# Спори (народ)
Спори або Спороі (грец. Σπόροι, лат. Sporoi)  — за словами східноримського вченого Прокопія Кесарійського (500—560 н. е.), була старою назвою антів і склавин, двох ранніх гілок слов'янства. Прокопій стверджував, що склавени й анти праслов'яни і розмовляли однією мовою, але він не простежував їхнє спільне походження від венетів як Йордан, а казав що слов'яни походять від народу, який він називав sporoi, тобто спори. Він отримав назву від грецького слова «сіяти», бо вони «заселили землю розрізненими поселеннями».

## Дослідження теми
Михайло Грушевський етимологію Прокопія визначав як помилкову, і пов'язував етнонім «спори» із етнонімом серби. Історично деякі дослідники намагалися знайти зв'язок між спорами і сербами Надволжя Птолемея, але ці серби жили далеко в районі Надволжя. Хоча ці «серби» явно не відносяться до слов'ян, та скоріше за все ніяк не пов'язані з сучасними слов'янами сербами. Дослідники «Північноамериканського товариства сербських досліджень», вважають що «спори» це видозмінена грецька назва сербів «Sorpoi» або «Sorboi».
За словами британського археолога Пола Барфорда, етнонім «спори» швидше за все, походить від
праслов'янського слова sporъ (спорь), що означає
«множина», звідки польське sporo.
Також на думку Пола Барфорда етнонім спори пов'язаний із етнонімом черв'яни, згаданим Баварським географом 9-го століття. У ньому стверджується, що черв'яни, « є настільки великим царством, що з них, як розповідає їхня традиція, походять і ведуть своє походження всі племена слов'ян» («Zeriuani tantum est regnum, ut ex eo cunctae gentes Sclavorum exortae sint, et originem, sicut affirmant, ducant»).
Були спроби зв'язати спорів з «спалеями», але вони зазнали повної невдачі, в силу явно іншого походження цього етноніму. Спалеї були кочовим сарматським народом, який був пов'язаний з роксоланами.

## Інші стародавні погляди на слов'ян
На відміну від Прокопія, римський бюрократ Йордан, писав про слов'ян у своїй праці «Getica» (551): «хоча вони походять від одного народу, тепер вони відомі під трьома назвами, венети, анти та склавени» (ab unastirpe exorti, tria nomina ediderunt, id est Veneti, Antes, Sclaveni); тобто західні слов'яни, східні слов'яни та південні слов'яни. Він заявив, що венети були предками склавенів і антів, яких раніше називали «Венети», але тепер «переважно» переважно їх називають склавенами та антами.

## Додаткова література
- Adam Lukaszewicz (1998). De Sclavinis et sclavis... Dialogues d'histoire ancienne. 24 (2): 129—135. doi:10.3406/dha.1998.2394. (фр.)